# Partido Mercedes
Mercedes ist ein Partido im Norden der Provinz Buenos Aires in Argentinien. Laut einer Schätzung von 2019 hat der Partido 67.415 Einwohner auf 1.050 km². Der Verwaltungssitz ist die Stadt Mercedes.

## Geografie
Der Partido Mercedes befindet sich in der gewellten Pampa (Pampa Ondulada), einer der Unterregionen der Pampa. Sie verdankt ihren Namen einer Reihe von Wellenformen oder der Art und Weise, wie das Gelände allmählich zu den Ufern des Paraná-Flusses abfällt. Sie erstreckt sich nördlich des Salado-Flusses in der Provinz Buenos Aires, von der Samborombón-Bucht im Nordosten, bis zu den Provinzen Córdoba und Santa Fe.

## Orte
Mercedes ist in 8 Ortschaften und Städte, sogenannte Localidades, unterteilt.
- Agote
- Altamira
- Goldney
- Gowland
- J. M. García
- La Verde
- Mercedes (Verwaltungssitz)
- Tomás Jofré